# Divergence (kniha)
Divergence je román americké spisovatelky Veroniky Rothové, kterým debutovala v roce 2011. Román je prvním dílem trilogie Divergence. Jedná se o dystopickou trilogii určenou pro mládež odehrávající se v odlišném světě. Román se odehrává v postapokalyptické verzi Chicaga a sleduje Beatrice "Tris" Priorovou, jak objevuje vlastní identitu ve společnosti, která svoje obyvatele definuje podle jejich charakteristických znaků do pěti frakcí. Každého, kdo projeví nezávislou vůli, pak stíhá v proklamovaném zájmu bezpečnosti společnosti. Vedle hlavní akční dějové linky se zde objevuje také romantická zápletka mezi Tris a jejím instruktorem z frakce Neohrožených přezdívaným Čtyřka.
Román je srovnáván s ostatními knihami pro mládež jako je Hunger games nebo Labyrint – jednak kvůli podobnému tématu, jednak kvůli stejné cílové skupině čtenářů. Fikce pro mládež má společná témata jako autoritu dospělých a přechod od dětství k dospělosti, stejně jako obecnější motivy násilí a sociálních struktur v postapokalyptické společnosti. Rozdělení společnosti podle osobnostních typů jako hlavní téma používá nejedna sci-fi práce. Za literárním konceptem se Rothová otevřeně vyjadřuje o svém křesťanství. Řada křesťanských komunit její práci podporuje.
Rothová napsala Divergenci během své práce na titulu v oboru Kreativního psaní na Severozápadní univerzitě a román rychle po vydání následovaly další dva díly. Celá trilogie byla dokončena v říjnu 2013. V roce 2011 koupilo Summit Entertainment mediální práva ke knize, načež vyprodukovalo stejnojmenný film, který měl premiéru 21. dubna 2014. Film sklidil u diváků pozitivní ohlasy a vynesl 288 747 895 dolarů, přestože ohlasy kritiků byly smíšené.

## Souvislosti a uspořádání

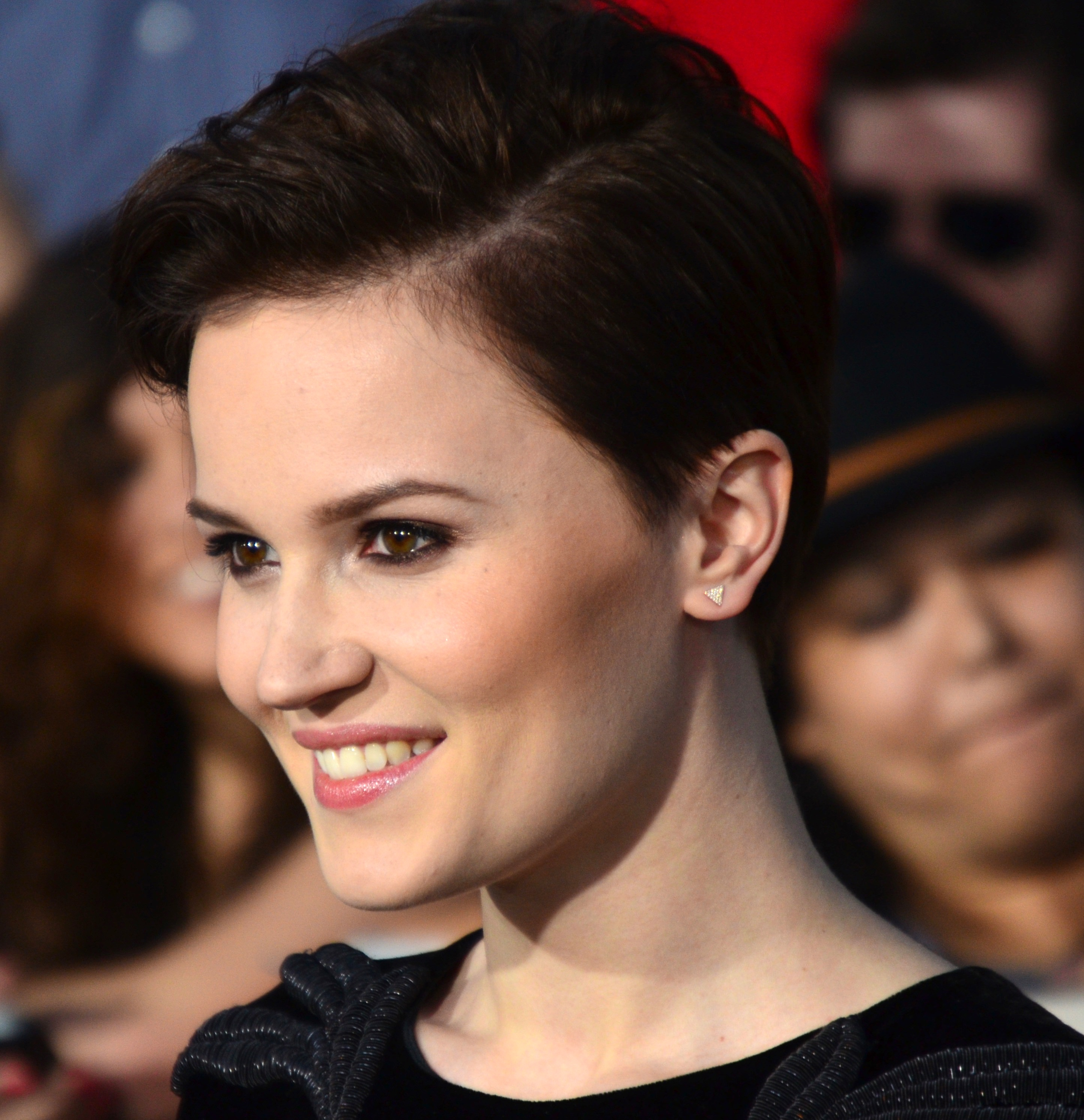
Rothová (na fotografii) napsala svou první novelu Divergence během zimních prázdnin na Severozápadní univerzitě.

Román je prvním dílem Veroniky Rothové a byl publikován asi rok po jejím získání bakalářského titulu na Severozápadní univerzitě. Rothová román napsala během zimních prázdnin svého posledního ročníku a filmová práva prodala ještě předtím, než odpromovala.
Román se odehrává v postapokalyptickém Chicagu, jejž Rothová původně nezamýšlela použít jako dějiště svého příběhu.

## Děj
V postapokalyptickém Chicagu jsou obyvatelé rozdělováni do pěti frakcí podle svých dispozic: Odevzdaní se vyznačují nesobeckostí, Mírumilovní klidem, Upřímní poctivostí, Neohrožení statečností a Sečtělí intelektem. Každý rok všichni šestnáctiletí podstoupí zkoušku, která jim napoví, pro kterou frakci jsou nejvhodnější. Po obdržení výsledků se sami rozhodnou, jestli zůstanou ve frakci své rodiny nebo přestoupí k nové frakci. Ti, kteří ve své nové frakci nedokončí iniciační proces, se stanou Odpadlíky a jsou nuceni žít v chudobě na ulici.
Šestnáctiletá Beatrice Priorová se narodila v rodině Odevzdaných. Necítí však, že by do své rodné frakce patřila, protože v sobě nenachází přirozenou nesobeckost. Výsledky její zkoušky jsou neprůkazné a indikují vlohy pro hned tři frakce – Odevzdané, Sečtělé a Neohrožené. Její instruktorka ji u zkoušky varuje, aby svoje výsledky nikdy nikomu neprozrazovala, protože díky nim je Divergentní. Přede Dnem volby se Beatrice zmítá v nerozhodnosti, zda zůstat s rodiči nebo si zvolit novou frakci. Nakonec je opustí a zvolí si Neohroženost. Její bratr Caleb si zvolí Sečtělé.
Instruktor v Neohroženosti, Čtyřka, vysvětluje, že ne všem nově příchozím bude umožněn vstup do frakce. Jen deset nejlepších bude moct zůstat a zbytek se stane Odpadlíky. To je neobvyklé, protože u ostatních frakcí může zůstat každý, kdo projde iniciačním procesem. Během své iniciace se Beatrice přejmenuje na Tris a spřátelí se s Christinou, Alem a Willem. Do konfliktu se dostane naopak s Peterem, Drewem a Molly. Nakonec se spřátelí i s několika lidmi, kteří se v Neohroženosti narodili – Uriahem, Lynn a Marlene.

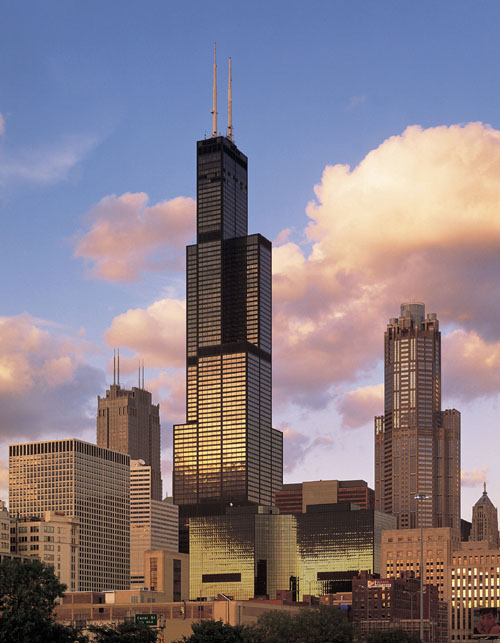
Willis Tower je jednou z několika budov, které Rothová ve své verzi postapokalyptického Chicaga popisuje.

Iniciace v Neohroženosti je rozdělena do tří fází. První vyžaduje naučit se, jak bojovat se zbraněmi a noži, stejně jako pěstmi. Tris ze všech nováčků nejvíc postrádá fyzickou sílu, nakonec ale skončí na šestém místě, když porazí vysoce postavenou Molly. Když jsou oznámeny výsledky, žárlivý Peter, který skončil druhý, bodne během noci Edwarda nožem do oka.
Rodiče mají návštěvní den a Tris si uvědomí, že původní frakce její matky byla Neohroženost.
Sečtelí vyvolávají nesouhlas s Odevzdanými, kteří město vedou, a obviní Marcuse, vůdce Odevzdaných, z týrání jeho syna. Fakt, že Marcusův syn před dvěma lety přestoupil k Neohroženým a také obě děti Trisiných rodičů svou rodnou frakci opustily, drbům jen přilijí olej do ohně.
Iniciační proces vstoupí do druhé fáze, která zahrnuje simulace podobné testu předpokladů. Nováčci jsou nuceni prožívat scénáře založené na jejich nejniternějších obavách. Přesto jsou to jen simulace a jejich nebezpečí není skutečné. Tris se schopností divergence je schopná si tenhle fakt zapamatovat i v simulaci. Svoji výhodu využije a dostane se na první příčku hodnocení. Peter, Drew a Al na ni kvůli tomu zaútočí a snaží se ji hodit do propasti na základně Neohrožených. Čtyřka ale zasáhne a zastaví je. Al prosí Tris o odpuštění, ale ona ho odmítne, načež Al spáchá sebevraždu.
Poslední fáze jejich iniciačního procesu sesbírá všechny jejich strachy do jediného prostředí. Všichni nováčci, včetně divergentních, si uvědomují, že jsou v simulaci a musí použít dovednosti, které se naučili během předchozích fází, aby překonali všechny překážky. Trisin vztah se Čtyřkou se vyvíjí, když ji připravuje na tuhle fázi tím, že ji provází vlastní krajinou strachu, kde má čtyři strachy – odtud jeho přezdívka. Tris se tak dozví, že je Tobiasem, synem vůdce Odevzdaných Marcuse, který byl obviněn z jeho týrání. Čtyřka Tris varuje o očekávaném útoku Neohrožených na Odevzdané.
Tris úspěšně zdolá sedm strachů ve své krajině strachu. Po svém testu je ona a zbytek Neohrožených naočkovaná novým "stopovacím" sérem, které by mělo zaznamenat, kdyby někdo chyběl.
Před oficiální iniciační ceremonií pozve Čtyřka Tris do svého soukromého bytu, kde Tris vyjádří svoje city k němu. Obřad začne zveřejněním konečného pořadí a Tris se umístí na prvním místě. Uprostřed obřadu si náhle uvědomí, že sérum má přimět Neohrožené k invazi do frakce Odevzdaných.

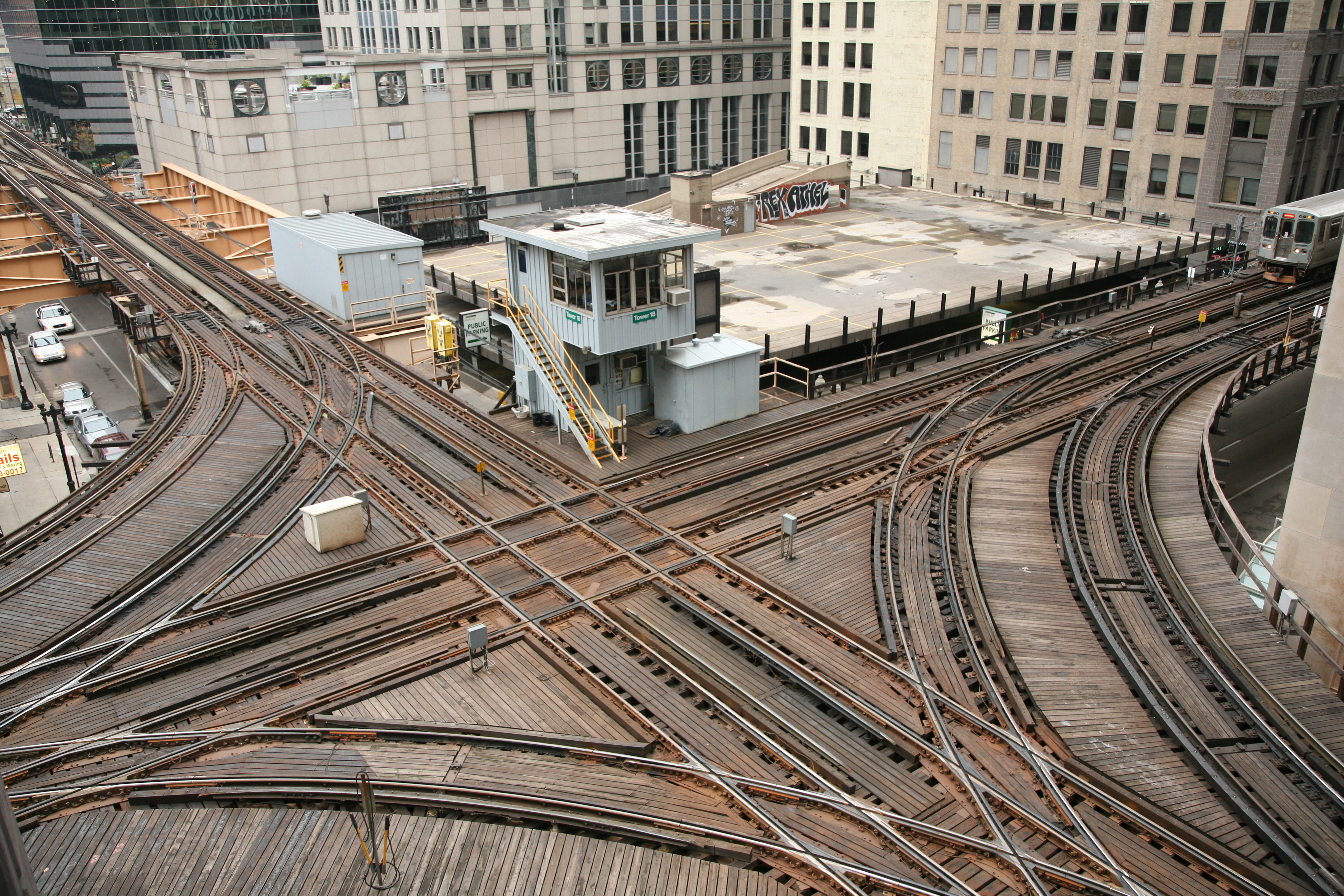
Jedna z křižovatek moderního vlakového systému v Chicagu. Neohrožení v románu vyjadřovali svoji nebojácnost skákáním do vlaku a vyskakováním z něj.

V noci po obřadu spustí sérum simulaci a Neohrožení se stanou náměsíčnými vojáky s jediným rozkazem – zaútočit na Odevzdané. Na Tris ani Tobiase sérum neúčinkuje, protože jsou oba divergentní. Tris s Tobiasem se vymaní ze své jednotky a uprchnou, aby zachránili Odevzdané, ale Tris je postřelená. Tobias ji odmítne opustit, a tak jsou oba zajati a předvedeni před Jeanine, vůdkyni Sečtělých. Ta naočkuje Čtyřku experimentálním sérem, které překoná jeho schopnost divergence kontrolovat, co vidí a slyší. Jeanine pošle Tobiase zpět do kontrolní místnosti Neohrožených, aby dohlížel na útok, a Tris odsoudí k smrti. Tris se probudí uzavřená ve skleněném tanku naplněném vodou, z něhož ji ale zachrání její matka. Ta se přizná, že je také divergentní, pak ji ale zabijí, když pomáhá Tris utéct. To se jí nakonec podaří, ale je nucena zabít Willa, který ji napadne pod vlivem simulace.
Tris se podaří najít svého otce Andrewa, stejně jako Marcuse, v bezpečném domě. Společně se vydají na velitelství Neohroženosti, aby našli zdroj simulace. Trisin otec se obětuje, aby jim vyčistil cestu a oni se dostali do kontrolní místnosti. Tris se postaví ovládanému Tobiasovi, který na ni zaútočí. Tris si uvědomí, že ho nedokáže zabít, a tak se vzdá. To způsobí, že se Tobias vymaní z vlivu simulace, pomůže Tris ji vypnout a vrátí Neohroženým kontrolu nad jejich myslí. Pak se znovu spojí s Calebem, Marcusem a Peterem, který pomohl Tris najít kontrolní místnost výměnou za svoje bezpečí. Skupina naskočí na vlak do sektoru Mírumilovných, aby našli zbytek přeživších z frakce Odevzdaných.

## Styl
Mnoho recenzentů uvedlo, že styl psaní nabízí výraznou, svižnou prózu a čtenářský zážitek v rychlém tempu. Susan Dominusová, reportérka The New York Times, popisuje styl jako "svěží stimulaci, okázalý let představivostí a psaní, které občas překvapí jemnými detaily." Abby Nolan z The American Prospect poznamenal, že Divergence následuje svou strukturou a stylem Hunger games a Blood Red Road.

## Témata

### Identita
Podobně jako v ostatní fikci pro děti a mládež se román zabývá problematikou autority a identity v rámci vztahu mladých k rodičům a dalším společenským silám. Kritik Antero Garcia popisuje tematickou podobnost mezi těmito utopickými romány jako zájem o "uchopení moci mezi mládím a dospělou autoritou". Román srovnává s románem Unwind od Neala Shustermana. Susan Dominusová v The New York Times řekla, že Divergence "se zabývá běžnými pubertálními úzkostmi - bolestivé uvědomění si, že ruku v ruce s osamostatněním se jde často nutnost opustit svoji rodinu." The voice of Youth Advocates souhlasil, když uvedl, že Divergence ukazuje tlak mezi možností následovat rodiče nebo zkusit něco nového." Kritik Antero Garcia srovnává charaktery s nucenou identitou k dalším utopickým románům pro mládež, jako je Matched od Allyson Braithwaiteové Condiové nebo Labyrint od Jamese Dashnera. 

### Sociální struktury a znalosti
Vláda rozdělující populaci do jednotlivých komunit je častým znakem fikce pro mládež. Klasiky tohoto žánru jako např. The Giver od Lois Lowryové, The Dream Catcher od Monicy Hughesové nebo trilogie Green Sky od Zilphy Snyderové používají toto uspořádání k různým cílům. Ve své magisterské práci popisuje Ashley Ann Haynesová rozdělení společnosti v Divergenci v různé podobě a srovnává ji s Hunger Games. Divergence pak přidává novou vrstvu tohoto systému sdílenou iluzí demokracie v rozdělené společnosti s faktickým řízením zvnějšku.
Někteří recenzenti kritizují nedostatečnou hloubku a realističnost sociálních struktur v románu. Kirkus Reviews nazval toto uspořádání "absurdní premisou." Booklist ji nazval "zjednodušující a černobílou, občasně přicházející o svou důvěryhodnost." V recenzi pro Royal Purple News Abrielle Backhaus poznamenává, že "celý systém se zdá značně křehký" a pokládá řečnickou otázku, "jak může být možné zařadit každého jednotlivce se všemi jeho nekonečnými emocemi a zážitky na základě jeho jediné vlastnosti, kterou by si měl zachovat po celý život od věku 16 let?" V rozhovoru Rothová popisuje sociální strukturu jako rozšířenou od jejího původního záměru, přidala Upřímné, aby "vyplnila mezeru, která v jejím světě musela být zaplněna."

### Násilí a strach
Podobně jako Hunger games, také Divergence popisuje značné násilí na knihu určenou pro mládež. The Publishers Weekly nazvalo tuto volbu "dráždivou" a popis iniciačního rituálu, který Tris absolvovala jako "strhující, ale zároveň vyžadující až sadistické testy síly a odvahy." Susan Dominusová ale připomíná, že tohle násilí není v popředí čtenářského zážitku. V The New York Times píše, že "lidem, které Tris miluje, se stanou strašné věci, přesto je postavy přijímají s překvapivou snadností. V tomto se román nějak vzdaluje od čtenářovy reality a stává se tak až fantaskním románem."
Když Rothová čerpala inspiraci pro trénink Neohrožených, v němž nováčci čelí vlastním strachů, podle svých slov na webu "PopSugar" byla ovlivněna mnoha zdroji, největší vliv ale měly moje hodiny psychologie na vysoké škole, kde jsem se dozvěděla o expoziční terapii, která léčí lidi strachem a úzkostí. Opakovaně jsou vystavováni tomu, čeho se bojí, čímž se jejich strach postupně zmenšuje nebo dokonce zcela mizí. Neohrožení jsou pak normálními lidmi, jen se musí přenést přes svoje racionální strachy."

### Křesťanství
Ačkoliv se román otevřeně neodkazuje ke křesťanské víře, někteří čtenáři si knihu vykládají i v tomto kontextu díky deklarované víře Rothové. V dovětku "poděkování" Rothová vyjadřuje svoji křesťanskou víru díkem: "Díky, Bože za Tvého Syna a za tvoje požehnání, které přesahuje moje chápání." Pro některé čtenáře je tohle důkazem, že životní styl Rothové se promítá i do jejího díla. Například Sherry Earlyová, která psala recenzi pro deník "Break Point" popisuje Rothovou jako křesťanku a román jako postfeministický či dokonce křesťanský. Také říká, že i když román není "vyloženě křesťanský", následuje "křesťanský pohled" díky svému "boji proti omezením ovládajícího a totalitního státu" a díky tomu, že "Tris musí prozkoumat vlastní trhliny a nedostatky ve své vlastní psychice." I K. B. Hoyle, který knihu recenzoval pro evangelickou recenzující organizaci The Gospel Coalition, uznává, že by román mohl šířit "křesťanskou zprávu." Nicméně román kritizuje za použití neuctivé terminologie a "nevyjasnění, co jednotlivé praktiky znamenají." 
Recenzenti mimo křesťanskou komunitu si také všimli křesťanského kontextu románu. V recenzi první knihy a filmu David Edelstein vypozoroval, jak v knize přístup ke genetické modifikaci následuje křesťanské myšlení: intelektuální Sečtělí jsou líčení jako řídící, nenasytní darebáci stojící proti Odevzdaným, kteří jsou naopak spravedliví a milosrdní. Napsal, že "spisovatelka Veronica Rothová si vyhrazuje nenávist pro Sečtělé, kteří tráví svoje dny duševní prací" a tento trend intelektualismu (myšlení bez cítění) "dělá lidi dychtivými moci a zakládá se na principech maoismu - pod trestem smrti nutí lidi chovat se jednotně."

## Hodnocení
Divergence byla přijata velice dobře. V recenzi pro The New York Times Susan Dominusová napsala, že se jedná o román "bohatý na děj a nápadité detaily", také ji ale srovnává s dalšími knihami stejného žánru, jako jsou Hunger games a nijak zvlášť se tak od podobných knih neliší. Breia Brisseyová v recenzi pro Entertainment Weekly říká, že se jedná o dílo "chatrnější a méně jemné", než jsou Hunger games. Knihu ale ohodnotila známkou B+. Podobně, přestože svět v románu kritizoval jako "zjednodušený a černobílý", pozitivně uzavřel i recenzent Daniel Kraus s tím, že nabízí "energickou akci a romantiku". Kirkus říká, že je román "postaven s pečlivými detaily, zajímavou oblastí působností a nezastavitelným originálním příběhem." Udělil dílu pět z pěti hvězdiček, stejně jako rating 13+.
Kniha se 22. května 2011 dostala na šesté místo žebříčku nejlépe prodávaných knih o mládež sestaveným The New York Times, kde zůstala 11 týdnů. 39 týdnů od prosince 2012 zůstala na přední příčce nejlépe prodávaných knih pro děti. Podle Publishers bylo v roce 2013 prodáno víc než 6,7 milionů výtisků knih trilogie Divergence. V lednu 2014, po vypuštění filmu, se kniha umístila na vrcholu žebříčku nejprodávanějších knih v USA Today´s.
Divergence vyhrála v roce 2011 anketu o nejoblíbenější knihu Goodreads Readers Choice Awards a vyhrál také seniorskou kategorii v roce 2014 v anketě Young Reader´s Choice Award. 